# Pat Garrett
Patrick Floyd Garrett, detto Pat (Cusseta, 5 giugno 1850 – Las Cruces, 28 febbraio 1908), è stato uno sceriffo statunitense del Far West, divenuto un'icona del suo tempo e della nuova frontiera statunitense, al pari del suo antagonista, il bandito Billy the Kid, cui legò il suo nome, dapprima inseguendolo e quindi uccidendolo, il 14 luglio 1881.

## Biografia
Un tempo barista di professione, Garrett divenne poi sceriffo della contea di Lincoln, nel Nuovo Messico. In tale veste fu incaricato di dare la caccia al pericoloso ricercato conosciuto con il nome di Billy the Kid, un tempo suo amico. Lo raggiunse e lo uccise, ma le circostanze non permisero che ottenesse la taglia di 500 $. Dopo la scadenza del primo mandato nella contea di Lincoln acquistò un ranch. Negli anni successivi ebbe alterna fortuna nella elezione a sceriffo di varie contee, al punto che non venne rieletto nemmeno nella stessa contea di Lincoln.
Nel 1896 ebbe dal governatore del New Messico l'incarico di indagare sulla sparizione del magistrato Albert Jennings Fountain e del figlio. Garrett divenne successivamente amico di Theodore Roosevelt, dal quale ebbe nel 1901 un incarico a El Paso, Texas, che non fu rinnovato alla scadenza 5 anni dopo. Si ritirò nel suo ranch nel Nuovo Messico. Per difficoltà finanziarie affittò il suo ranch per il pascolo. Venne ucciso durante una imboscata dal pistolero Jesse Wayne Brazel a Las Cruces, Nuovo Messico, il 28 febbraio 1908 e venne seppellito nel cimitero massonico di Las Cruces.

## Influenza culturale
La figura di Pat Garrett, così come quella di Billy the Kid, è stata rievocata spesso per il cinema:
- Pat Garrett e Billy Kid (1973) regia di Sam Peckinpah, con Kris Kristofferson nella parte del Kid, James Coburn in quella di Garrett;
- Chisum (1970) di Andrew V. McLaglen;
- Young Guns II - La leggenda di Billy the Kid (1990), regia di Geoff Murphy, con Emilio Estevez nella parte del Kid, William Petersen in quella di Garrett;
- The Kid, regia di Vincent D'Onofrio (2019).
- The Left Handed Gun regia di Arthur Penn (1958) con Paul Newman nella parte del Kid e John Dehner nella parte di Garrett.
- Sam il ragazzo del West